# Comité Paralímpico Hondureño
El Comité Paralímpico Hondureño (COPAH) es una organización no gubernamental sin fines de lucro que representa a Honduras en los Juegos Paralímpicos. COPAH es miembro del Comité Paralímpico Internacional por decisión unánime de los países miembros en la Asamblea General que se llevó a cabo en el año de 1996 en la ciudad de Atlanta, Estados Unidos.  

## Historia
El movimiento paralímpico en nuestro país surge a iniciativa de la Lic. Guillermina Soleno (QDDG), a raíz de haber sido invitada en el año de 1991 a realizar Estudios de Educación Especial por tres meses en la ciudad de Madrid, España, y que durante su permanencia en ese país realizó algunas visitas a diferentes organizaciones no gubernamentales, particularmente a la Fundación ANDE y ONCE, conociendo de forma directa los programas sociales que estas organizaciones realizan en todo el territorio nacional a favor de las personas con discapacidad y de la tercera edad. 

Para el año de 1992 la Lic. Guillermina decide fundar una organización que le permitiera a los deportistas con discapacidad física, sensorial, con amputación, ceguera, parálisis cerebral e intelectual participar en las diferentes competencias paralímpicas. Ese mismo año impulsa la primera participación internacional hondureña en los I Juegos Paralímpicos de "Personas con discapacidad intelectual" que se desarrollaron en la ciudad de Madrid, España. En esa ocasión la delegación estuvo compuesta por 17 personas y se participó en los deportes de atletismo y natación. 

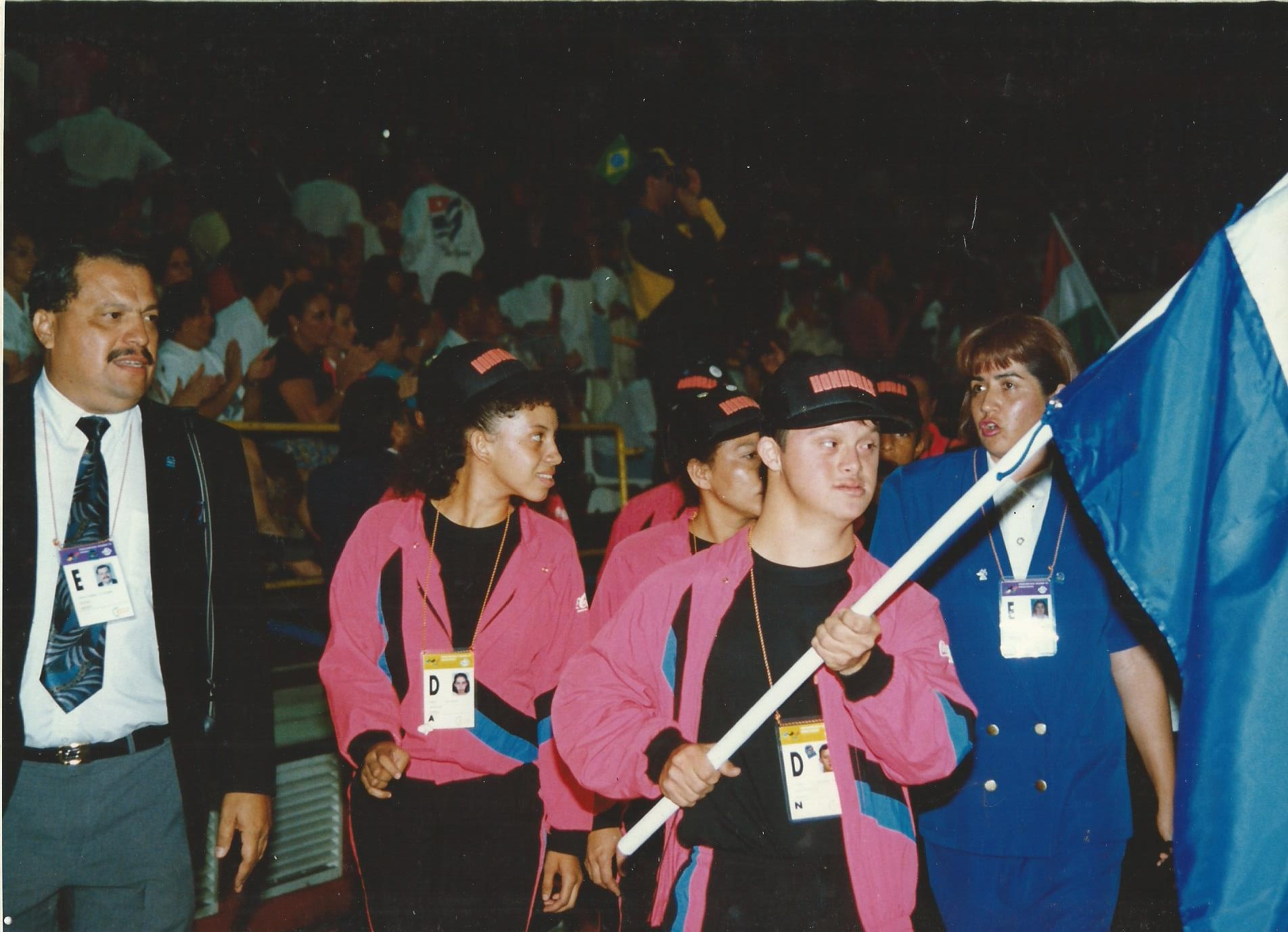
Honduras en los I Juegos Paralímpicos de "Personas con discapacidad intelectual" Madrid 1992. (de derecha a izquierda). 1) Sra. Guillermina Soleno, expresidenta del Comité Paralímpico Hondureño. 2) Eduardo Pineda Cano, atleta (abanderado). 3) Ana Karina Uclés, atleta. 4) Sr. Germán Zúñiga (QDDG), representante del Comité Olímpico Hondureño.

Para el año de 1993 se realizan las primeras gestiones para obtener la membresía del Comité Paralímpico Internacional la que se obtiene el 16 de agosto de 1996 durante la Asamblea General del IPC celebrada en la ciudad de Atlanta, Estados Unidos.

## Honduras en los Juegos Paralímpicos
Honduras ha participado en seis ediciones de los Juegos Paralímpicos de Verano, la primera presencia de la delegación hondureña en estos Juegos tuvo lugar en Atlanta 1996 con la participación de los atletas Narciso Hernández (atleta con discapacidad física) en las pruebas de 100, 200, 400 metros planos categoría T53, y el atleta Reinaldo Martínez (atleta ciego)   en las pruebas de 1500, 5000, 10000 metros planos categoría T10.  En los Juegos Paralímpicos de Sídney 2000 el atleta Narciso Hernández representó nuevamente a nuestro país en las prueba de 100 metros planos categoría T54.  

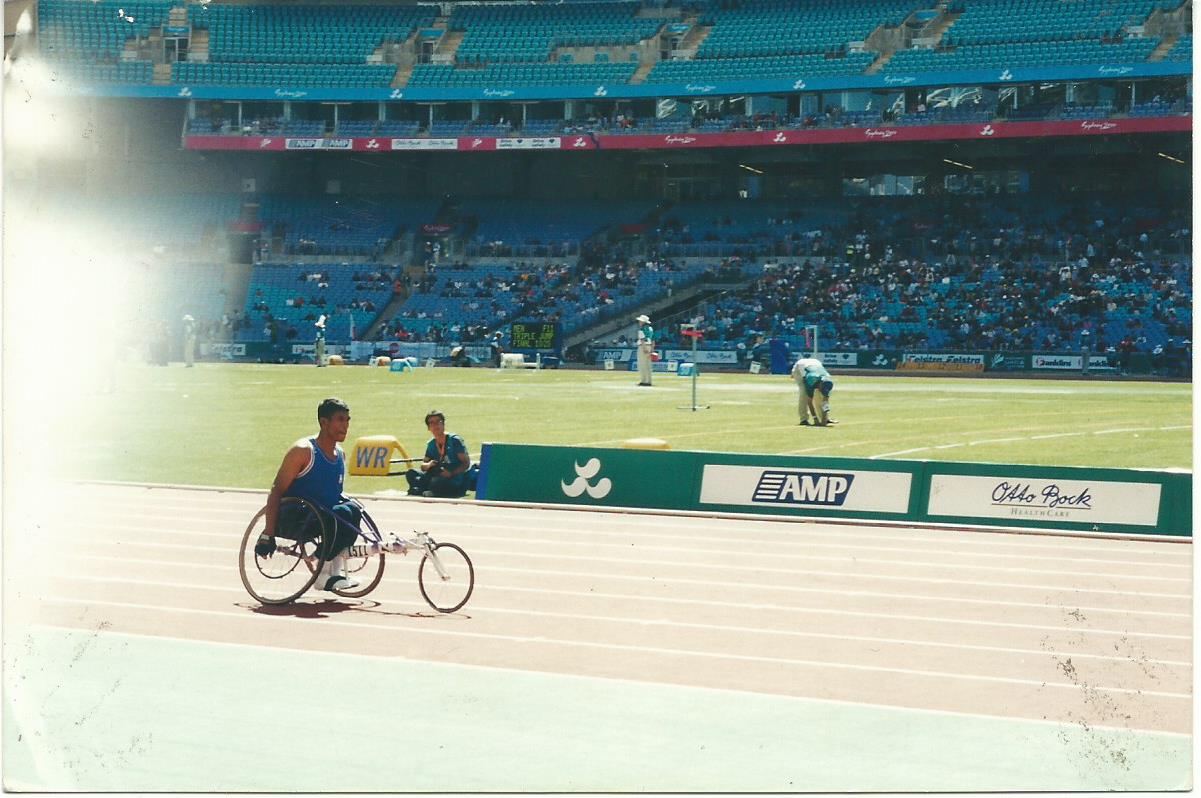
Participación de Narciso Hernández (QDDG) en los Juegos Paralímpicos de Sídney 2000.

Para los XII Juegos Paralímpicos de Atenas 2004 la delegación hondureña estuvo representada por los atletas Orlando Pineda (atleta ciego) quien participó en la prueba de 400 metros planos categoría T13 y la atleta ciega Lilian Suazo quien participó en la prueba de 100 metros planos categoría T11.   
En los Juegos Paralímpicos de Beijing 2008  y Juegos Paralímpicos de Londres 2012 nuestro país estuvo representado por el atleta ciego Luis Carlos Hernández Oliva (T11) en las pruebas de 100 y 800 metros planos respectivamente, Maxim Espinal fue su guía en estos juegos.  

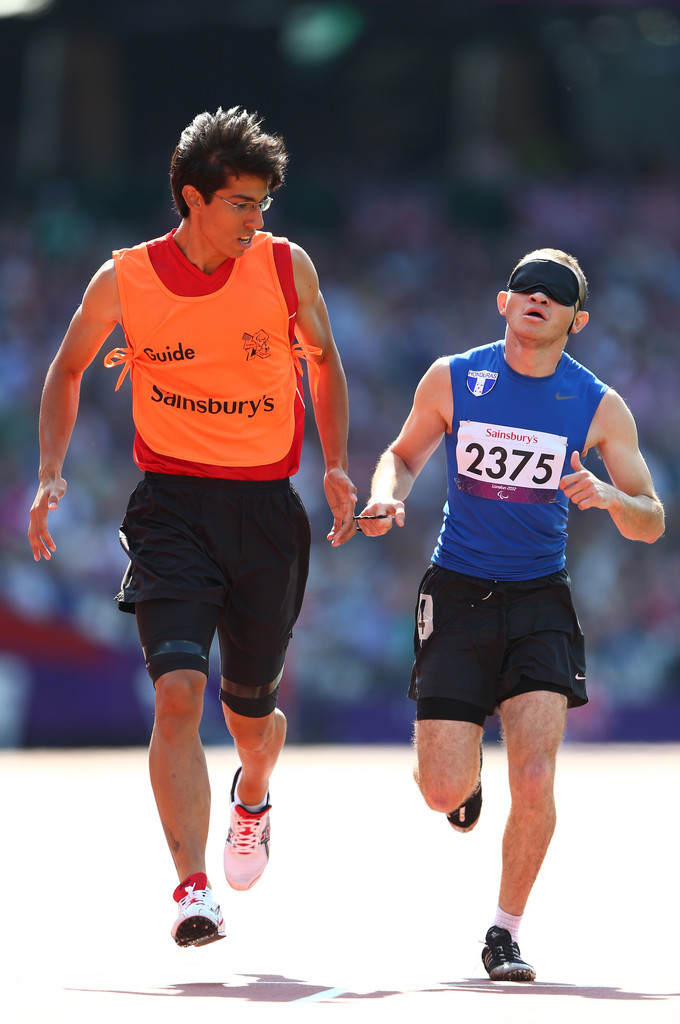
Participación del atleta de Luis Carlos Hernández y el atleta guía Maxim Espinal en los Juegos Paralímpicos de Londres 2012.

Para  los XV Juegos Paralímpicos de Río de Janeiro 2016 Honduras tuvo la participación del nadador Emmanuel Díaz (atleta con discapacidad física) en la prueba de 50 m libres categoría S7 y el  atleta de levantamiento de pesas Gabriel Zelaya quien participó en la categórica de menos de 72 kg.       

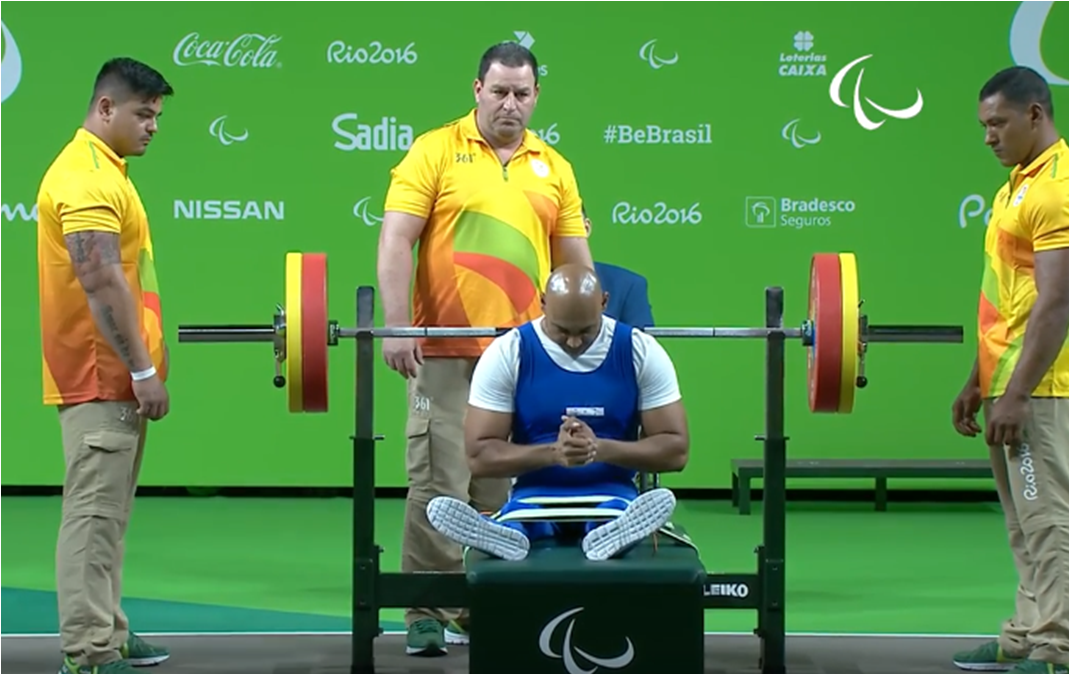
Gabriel Zelaya en los Juegos Paralímpicos de Río 2016.

El país no ha obtenido ninguna medalla en las ediciones de verano.  
En los Juegos Paralímpicos de Invierno Honduras no ha participado en ninguna edición.

## Ciclo Paralímpico
El Ciclo Paralímpico está conformado por los Juegos Paracentroamericanos, Juegos Paracentroamericanos y del Caribe, Juegos Juveniles Parapanamericanos, Juegos Parapanamericanos y Juegos Paralímpicos, los cuales se celebran a cada cuatro años en la misma sede y por el mismo comité organizador de los Juegos Olímpicos. 
Juegos en los que Honduras ha participado:
- X Juegos Paralímpicos de Atlanta 1996
- I Juegos Parapanamericanos de Ciudad de México 1999
- XI Juegos Paralímpicos de Sídney 2000
- XII Juegos Paralímpicos de Atenas 2004
- III Juegos Parapanamericanos de Río 2007
- XIII Juegos Paralímpicos de Beijing 2008
- II Juegos Juveniles Parapanamericanos de Bogotá 2009
- XIV Juegos Paralímpicos de Londres 2012
- I Juegos Paracentroamericanos de San José 2013
- V Juegos Parapanamericanos de Toronto 2015
- XV Juegos Paralímpicos de Río 2016
- IV Juegos Juveniles Parapanamericanos de Sao Paulo 2017
- II Juegos Paracentroamericanos de Managua 2018
- VI Juegos Parapanamericanos de Lima 2019

Próximos juegos que se estarán desarrollando:
- XVI Juegos Paralímpicos de Tokio 2021
- III Juegos Paracentroamericanos de Santa Tecla 2022
- V Juegos Juveniles Parapanamericanos de Bogotá 2022
- VII Juegos Parapanamericanos de Santiago 2023
- XVII Juegos Paralímpicos de París 2024
- XVIII Juegos Paralímpicos de Atlanta 2028

## Deportes
Actualmente en el país se practican los siguientes deportes paralímpicos:
- Atletismo
- Natación
- Para-powerlifting
- Baloncesto en silla de ruedas
- Golbol
- Futbol 5 para ciegos
- Judo

## Juegos Paralímpicos de Tokio 2021
Actualmente se tienen a diez atletas priorizados en los deportes del atletismo, natación y powerlifting los que estarán buscando su clasificación a Tokio 2021 en los próximos Juegos Parapanamericanos de Lima 2019 y los mundiales de las distintas federaciones internacionales (2019-2021).

## Presidente COPAH
Lic. Juan Francisco Membreño